# Naissance en 1305
Naissance
- 1301
- 1302
- 1303
- 1304
- 1305
- 1306
- 1307
- 1308
- 1309

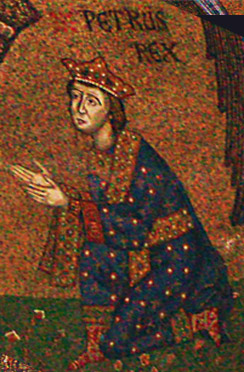
Pierre II de Sicile, né en 1305.

Cette page dresse une liste de personnalités nées au cours de l'année 1305  :
- 2 mars : Louis Ier de Neuchâtel, comte de Neuchâtel, citoyen de Besançon en prêtant serment de fidélité au Saint-Empire Romain.
- 24 juillet : Pierre II de Sicile, roi de Sicile.
- 29 septembre : Henri XIV de Bavière, duc de Basse-Bavière de la Maison de Wittelsbach.

- Abu Saïd Bahadur, prince mongol descendant de Gengis Khan, membre de la dynastie des Houlagides, neuvième ilkhan de Perse.
- Charles d'Étampes, ou Charles d'Évreux, comte d’Étampes.
- Philippe de Cabassolle, régent et chancelier du royaume de Naples, recteur du Comtat Venaissin, légat pontifical, évêque de Cavaillon puis évêque de Marseille, patriarche de Jérusalem, cardinal avec le titre de cardinal-prêtre de Saints Pierre et Marcellin, puis cardinal-évêque de Sabine.
- Pierre de La Forest, évêque de Tournai, évêque de Paris, archevêque de Rouen de 1352 à 1356, puis cardinal avec le titre de cardinal-prêtre Douze Apôtres.
- Élisabeth de Pologne, reine consort de Hongrie et régente de Pologne.
- Konoe Mototsugu, noble de cour japonais (kugyō) de l'époque de Kamakura.
- Fîrûz Shâh Tughlûq, sultan de Delhi.
- Shiba Takatsune, shugo de la province d'Echizen au cours des guerres Nanboku-chō au Japon.
- Ashikaga Takauji, premier shogun de la lignée des shoguns Ashikaga.
- Pierre Thomas, moine carme français.
- Nitta Yoshisuke, samouraï, il soutient la cour du sud de l'empereur Go-Daigo durant l'époque Nanboku-chō et s'empare de Kamakura.

date incertaine (vers 1305)
- Alice d'Ibelin, reine de Chypre.
- Jean II de Bueil, chevalier, seigneur de Bueil.
- Marguerite de Vaudémont, noble française.

## Crédit d'auteurs
- Cet article est partiellement ou en totalité issu de l'article intitulé « 1305 » (voir la liste des auteurs).